# 龍導尾
23°6′12.08″N 113°15′12.04″E / 23.1033556°N 113.2533444°E
龍導尾（粵拼：lung4 tou5 mei5），曾經是廣州河南海幢寺南面的一個鄉，現位於海珠区，面積廣大，人口密集，街巷眾多，有一百多個文物古蹟，電影《絕響》曾在此拍攝。

## 鄉界
- 北：興隆里、康公廟、龍船崗
- 東：黃家祠、郊壇頂
- 南：昌盛里
- 西：龍導通津

## 歷史
五代十國時期，南漢皇帝劉龑在河南設立「南郊壇」，用以祭拜天地。坛前修起一条仿长安含元殿前的皇帝专用通道，名为龙尾道。
元朝時，宋朝狀元張鎮孫後人搬來此地居住。
清朝時，地屬番禺縣茭塘司。後來，有人將「道」字寫錯成「導」，後人將錯就錯，於是就叫「龍尾導」，或者叫「龍導尾」。
民國初年，龍導尾地區出現水災，衝毀好多房屋。而南市大街、西市大街一帶又發生火災，許多商舖着火。
中華人民共和國成立後，與龍田鄉合併成立二龍街道。文革期間，住在龍導尾的趙克祈、蔡昌等大戶被抄家。

## 古蹟
龍導尾目前有百餘個古蹟，包括廟、庵、祠堂以及民國時期建築。
廟
- 醫靈廟
- 將軍廟
- 康公廟
- 張王廟

庵
- 寧隱庵
- 祇慧庵
- 覺苑庵

祠堂
- 鄧氏宗祠
- 德坡郭公祠
- 月莊蘇公祠
- 逸臺陳公祠
- 黃家祠
- 羅家廳

民國建築
- 棉苑
- 康廬
- 顧廬
- 遯廬
- 趣園
- 煜園
- 馨園
- 潁川街鑽石屋

古井
- 狀元井
- 南市古井